# Campeonato Europeo de Bádminton de 1996
El XV Campeonato Europeo de Bádminton se celebró en Herning (Dinamarca) del 13 al 20 de abril de 1996 bajo la organización de la Unión Europea de Bádminton (EBU) y la Federación Danesa de Bádminton.

## Medallistas
| Evento               | Oro                                              | Plata                                    | Bronce                                                                                      |
| -------------------- | ------------------------------------------------ | ---------------------------------------- | ------------------------------------------------------------------------------------------- |
| Individual masculino | Poul-Erik Høyer Larsen Dinamarca                 | Peter Rasmussen Dinamarca                | Jesper Olsson · Suecia Jeroen van Dijk · Países Bajos                                       |
| Dobles masculino     | Thomas Lund Jon Holst-Christensen Dinamarca      | Michael Søgaard Henrik Svarrer Dinamarca | Simon Archer · Christopher Hunt · Inglaterra Pär-Gunnar Jönsson · Peter Axelsson · Suecia   |
| Individual femenino  | Camilla Martin Dinamarca                         | Marina Yakusheva · Rusia                 | Christine Magnusson · Suecia Anne Søndergaard · Dinamarca                                   |
| Dobles femenino      | Lisbet Stuer-Lauridsen Marlene Thomsen Dinamarca | Rikke Olsen Helene Kirkegaard Dinamarca  | Julie Bradbury · Joanne Wright · Inglaterra Katrin Schmidt · Kerstin Ubben · Alemania       |
| Dobles mixto         | Michael Søgaard Rikke Olsen Dinamarca            | Simon Archer Julie Bradbury Inglaterra   | Michael Keck · Karen Stechmann · Alemania Ron Michels · Erica van den Heuvel · Países Bajos |

## Medallero
| Núm. | País         | Oro | Plata | Bronce | Total |
| ---- | ------------ | --- | ----- | ------ | ----- |
| 1    | Dinamarca    | 5   | 3     | 1      | 9     |
| 2    | Inglaterra   | 0   | 1     | 2      | 3     |
| 3    | Rusia        | 0   | 1     | 0      | 1     |
| 4    | Suecia       | 0   | 0     | 3      | 3     |
| 5    | Alemania     | 0   | 0     | 2      | 2     |
| 5    | Países Bajos | 0   | 0     | 2      | 2     |
|      | TOTAL        | 5   | 5     | 10     | 20    |